# پیشی‌ماهی‌واران
پیشی‌ماهی‌واران (نام علمی: Ictaluroidea) نام یک بالاخانواده از راسته گربه‌ماهی‌سانان است.